# Gyrineum
Gyrineum (лат.) — род хищных морских брюхоногих моллюсков из отряда Littorinimorpha.

## Описание
Шпиль приподнят. Передний сифональный канал короткий. Задний сифональный канал отсутствует.

## Виды
На август 2023 года в род включают 15 видов:
- Gyrineum aculeatum (Schepman, 1909)
- Gyrineum bituberculare (Lamarck, 1816)
- Gyrineum bozzettii (Beu, 1998)
- Gyrineum concinnum (Dunker, 1862)
- Gyrineum cuspidatum (Reeve, 1844)
- Gyrineum gyrinum (Linnaeus, 1758)
- Gyrineum hirasei (Kuroda & Habe, 1961)
- Gyrineum lacunatum (Mighels, 1845)
- Gyrineum longicaudatum Beu, 1998
- Gyrineum natator (Röding, 1798)
- Gyrineum perca (Perry, 1811)
- Gyrineum pulchellum (G. B. Sowerby I, 1825)
- Gyrineum pusillum (Broderip, 1833)
- Gyrineum roseum (Reeve, 1844)
- Gyrineum wilmerianum Preston, 1908

## Фото

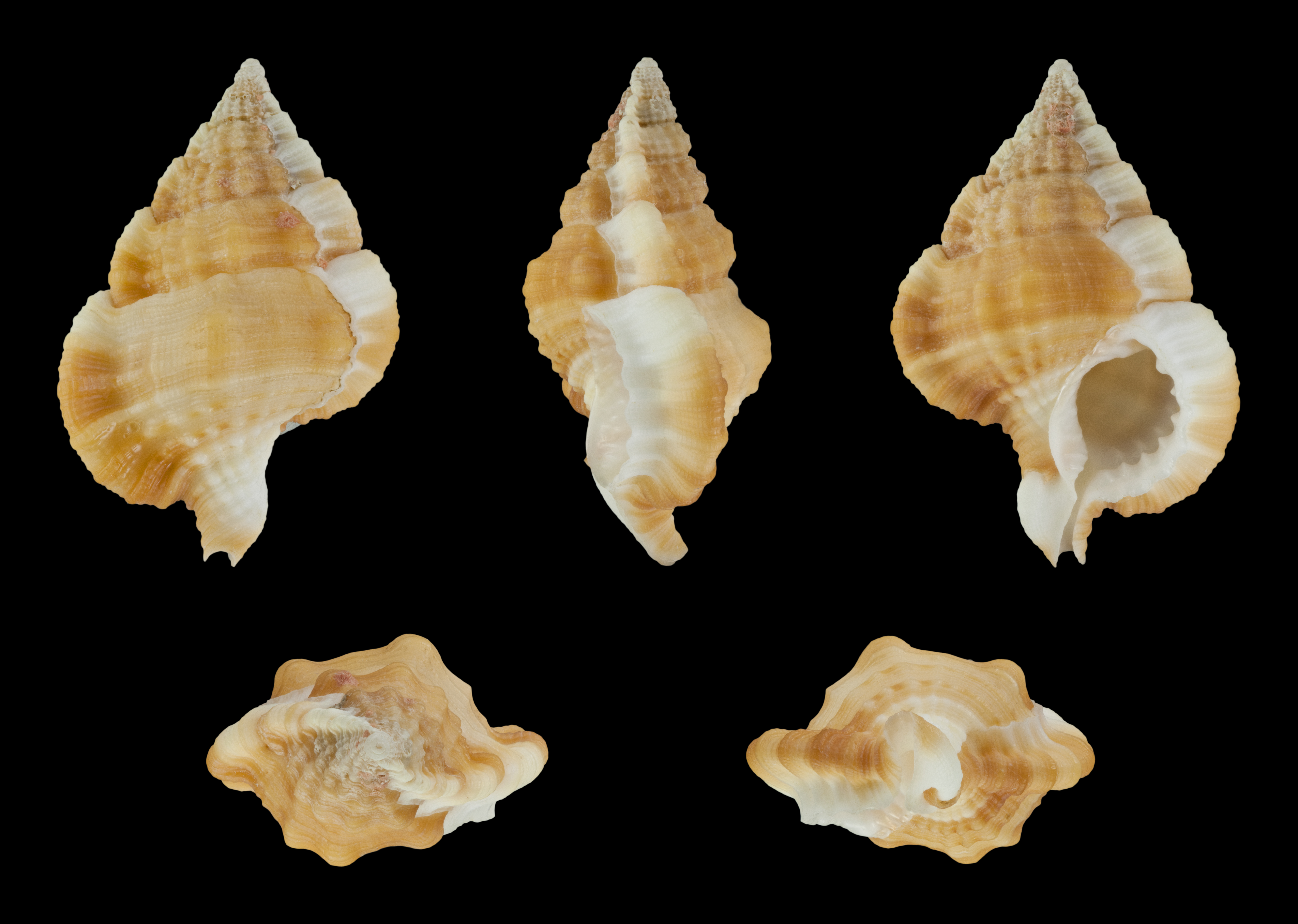
Раковина Gyrineum cuspidatum)
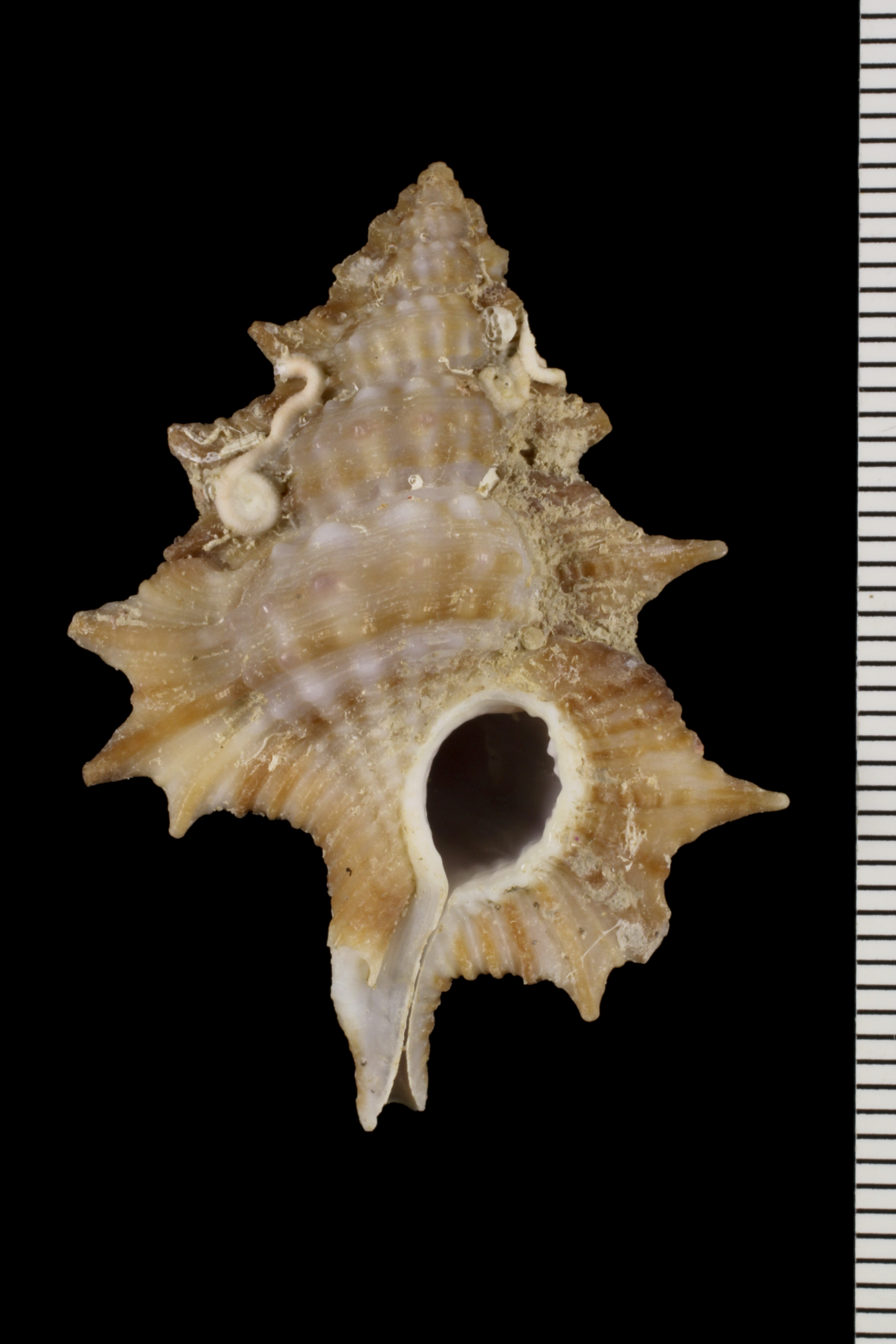
Раковина Gyrineum aculeatum в разных ракурсах
Раковина Gyrineum bozzettii в разных ракурсах
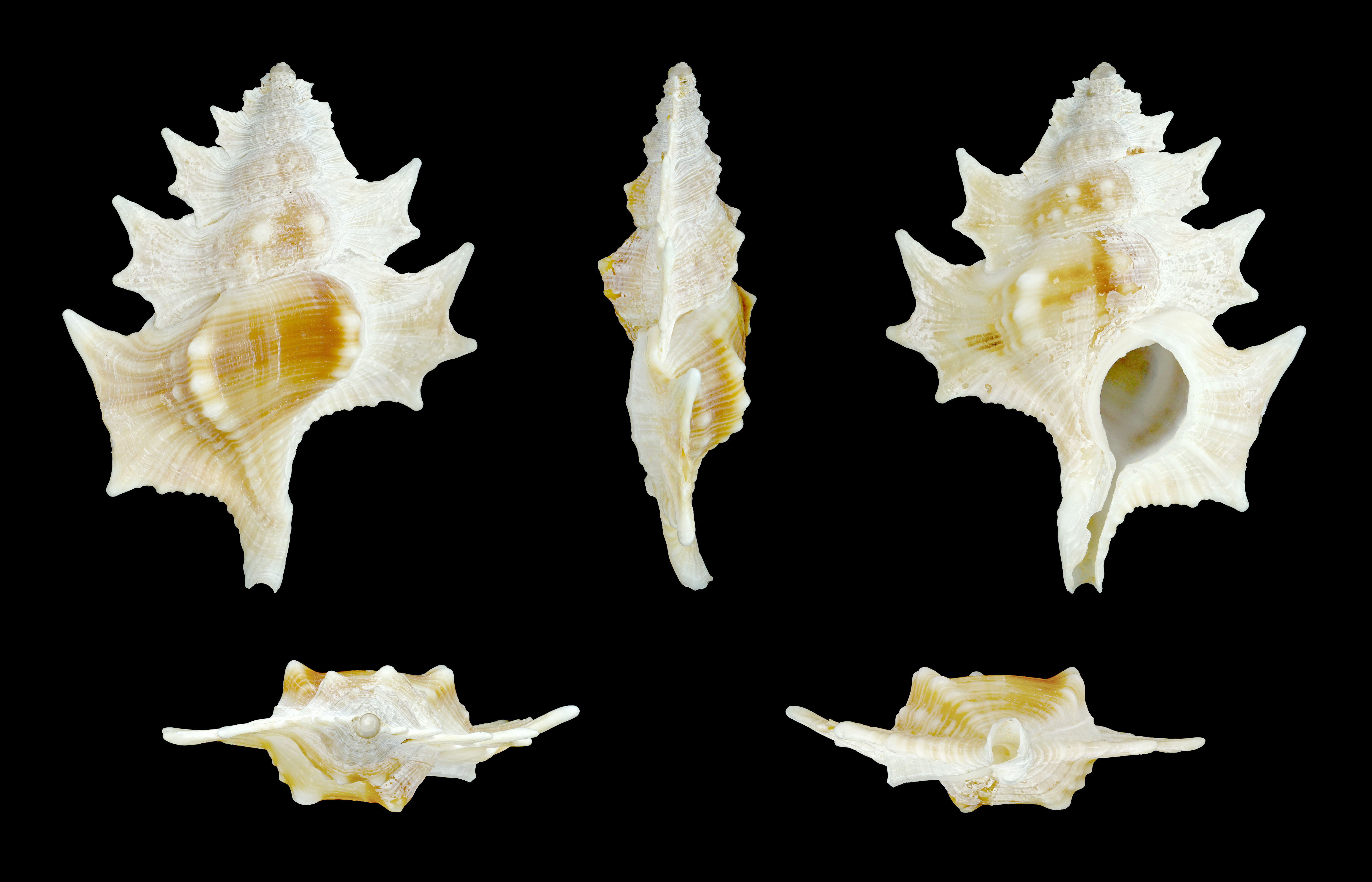
Раковина Gyrineum perca в разных ракурсах